# Adolphus Frederic al V-lea, Mare Duce de Mecklenburg
Adolphus Frederic al V-lea, Mare Duce de Mecklenburg (22 iulie 1848 – 11 iunie 1914) a fost penultimul suveran al statului Mecklenburg-Strelitz.

## Căsătorie
La 17 aprilie 1877, la Dessau, Adolf Friedrich s-a căsătorit cu Prințesa Elisabeth de Anhalt
În urma decesului tatălui său la 30 mai 1904 a devenit Mare Duce de Mecklenburg-Strelitz. Elisabeth și Adolf Friedrich au avut patru copii:
- Ducesa Maria (1878–1948) căsătorită cu (1) Contele George Jametel (2) Prințul Julius Ernst de Lippe
- Ducesas Jutta (1880–1946) căsătorită cu Danilo, Prinț Moștenitor de Muntenegru
- Ducele Adolphus Frederic al VI-lea (1882–1918)
- Ducele Karl Borwin (1888–1908); ucis în duelul cu cumantul său contele George Jametel apărând onoarea surorii sale mai mari [1].